# Dicranus nigerrimus
Dicranus nigerrimus är en tvåvingeart som beskrevs av Carrera 1955. Dicranus nigerrimus ingår i släktet Dicranus och familjen rovflugor. Inga underarter finns listade i Catalogue of Life.